# Боримиров, Даниел
Дание́л Борими́ров Бори́сов (болг. Даниел Боримиров Борисов; род. 15 января 1970, Видин) — болгарский футболист. После завершения карьеры работал исполнительным директором клуба «Левски».

## Карьера

### Клубы
Боримиров начинал свою карьеру в «Бдине». В 1990 году перешёл в «Левски». Прежде чем уехать в Бундеслигу, трижды выигрывал чемпионат (1993, 1994, 1995) и кубок Болгарии (1991, 1992, 1994).
В 1996 году Боримиров перешёл в «Мюнхен 1860». В составе мюнхенцев он провёл семь сезонов, сыграл 311 матчей и забил 173 мяча.
В 2003 году Боримиров вернулся в «Левски», который, благодаря его голам дошёл до четвертьфинала Кубка УЕФА 2005/06. В 2007 году софийцы сделали «золотой дубль», выиграв и чемпионат, и кубок. Боримиров завершил свою карьеру 17 мая 2008 года в матче с софийской «Славией».

### Сборная
Боримиров участвовал в двух Чемпионатах мира (1994, 1998) и двух Чемпионатах Европы (1996, 2004). Всего за сборную Болгарии сыграл 66 матчей и забил 5 мячей.

## Достижения
- Орден «Стара-планина» I степени (20 июля 1994 года)[3]
- Почётный гражданин Софии
- Почётный гражданин Видина

«Левски»
- Чемпион Болгарии (5): 1993, 1994, 1995, 2006, 2007
- Обладатель Кубка Болгарии (5): 1991, 1992, 1994, 2005, 2007
- Обладатель Суперкубка Болгарии (2): 2005, 2007